# Carex densicaespitosa
Carex densicaespitosa là một loài thực vật có hoa trong họ Cói. Loài này được L.K.Dai mô tả khoa học đầu tiên năm 1994.